# Памятник Джону Юзу
Памятник Джону Юзу установлен в Донецке в честь Джона Юза — валлийского промышленника, основателя Юзовки (современного Донецка). Автор памятника скульптор — Александр Митрофанович Скорых.

## Конкурс
На создание памятника основателю города был объявлен конкурс. Работы, участвующие в конкурсе выставлялись в исполкоме. Победил проект Леонида Артёмовича Бриня. Был установлен закладной камень, но возникли споры о дате основания города. Оспаривалось первенство Юза в пользу казацких зимовников. Создание памятника было отложено, а скульптор тем временем умер. После смерти Бриня его проект остался невостребован, а памятник стали делать по проекту Александра Митрофановича Скорых.

Проекты памятника
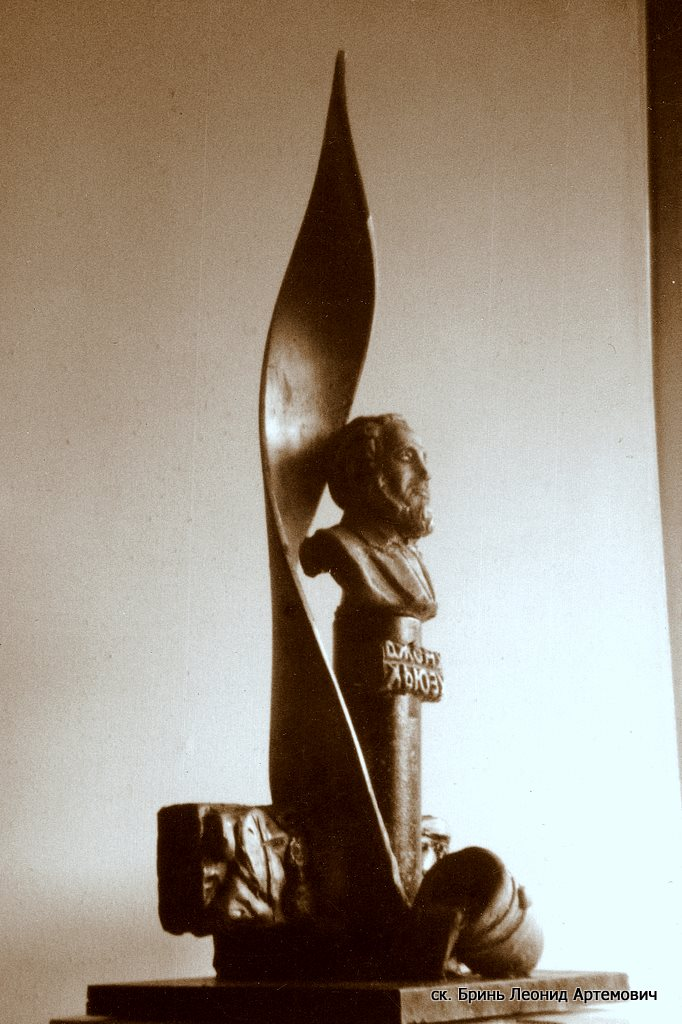
1995 г. ск.Бринь Л.А. фото Бринь Ю.Л.
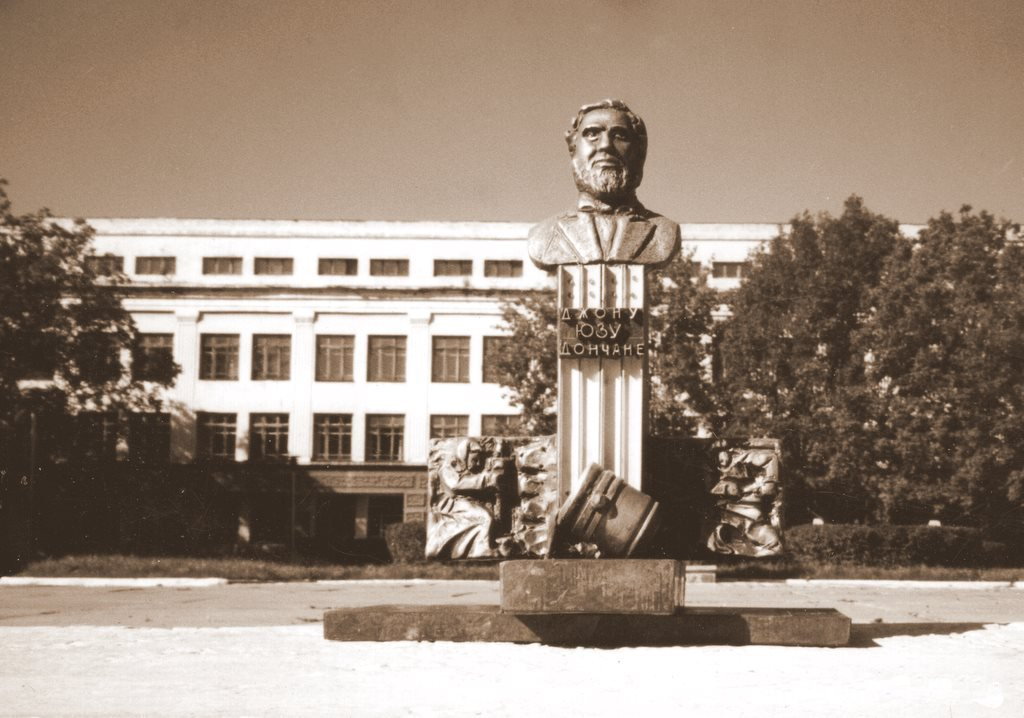
1995 г. ск.Бринь Л.А. фото Бринь Ю.Л.
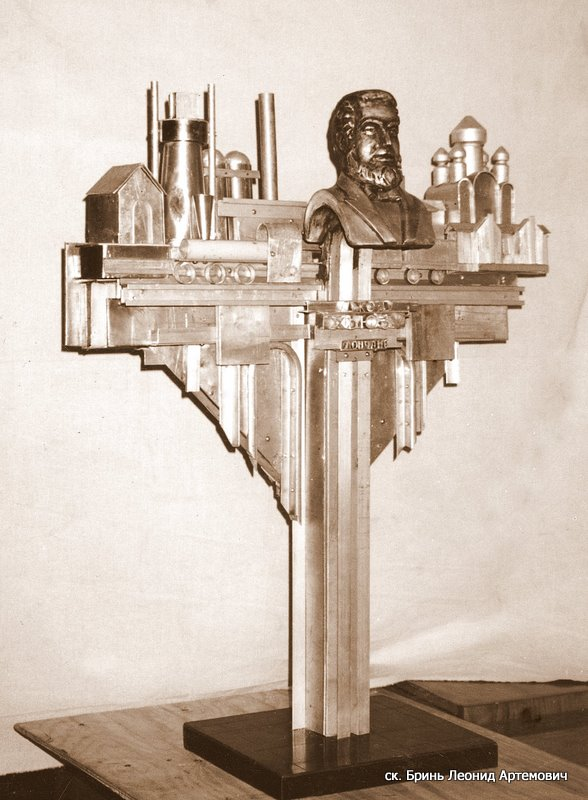
1995 г. ск.Бринь Л.А. фото Бринь Ю.Л.

## Описание
Памятник отлит в центральных ремонтно-механических мастерских и установлен 8 сентября 2001 года. Памятник стоит на низком постаменте, фактически в человеческий рост, что по замыслу скульптора символизирует человеческие качества этого деятеля.

## Расположение
Памятник расположен в Ворошиловском районе Донецка, на улице Артёма, у третьего учебного корпуса Донецкого национального технического университета и библиотеки, что может символизировать профессию Джона Юза — инженера английского завода. Первоначально памятник стоял ближе к улице Артёма, а в августе 2009 года памятник был подвинут ближе ко входу в библиотеку.